# Сімхавішну
Сімхавішну (там. சிம்மவிஷ்ணு) — син Сімхи Вармана III, один з правителів Паллавів, відновив могутність династії. Став першим монархом Паллавів, чиї володіння вийшли за межі Канчіпурама на півдні. Панував з братом Сімха-варманом IV (V), що був молодшим співправителем.

## Правління
Коли Сімхавішну зайняв трон, династія Паллавів починала відновлювати свою велич. Його батько був видатним полководцем який переміг армію Ранарасіки, царя-Чалук'я, правителя Декану.
У той період південною частиною Індії правили представники п'яти династій. Паллави, Чола та Пандья утримували владу у Тамілнаду, Андхра-Прадеш, частинах південної та східної Карнатаки та Цейлоні; Чера контролювали Кералу, а Чалук'я керували Карнатакою. Сімхавішну, відомий своєю військовою доблестю та особливою мудрістю з раннього віку, повалив царя з династії Калабра й захопив регіон до самої Кавері, де вступив у конфлікт з Пандья та Цейлоном. Він відрядив морську експедицію й захопив Малаю та Шрі-Ланку, після чого зробив Канчіпурам своєю столицею.